# Стефан Кісов
Стефан Кісов (болг. Стефан Кисов; нар. 15 листопада 1861, Болград — 14 листопада 1915, Софія) — полковник болгарської армії, військовий письменник. Один з рятівників легендарного Самарського знамена.

## Біографія
Народився 15 листопада 1861 в Болграді (на той момент в складі Молдавського князівства) в сім'ї болгарських емігрантів, вихідців з міста Єлена. Освіту здобув в Одеській гімназії і Одеському піхотному училищі.
В якості добровольця брав участь в Сербсько-турецькій війні 1876. З початком Російсько-турецької війни 1877—1878 3 квітня 1877 записався в болгарське ополчення і був призначений командиром роти в 3-й дружині (самою дружиною командував Павло Петрович Калітін) . Брав участь у порятунку Самарського знамена.
У 1885 брав участь в Сербсько-болгарській війні, де командував 2-м піхотним полком і Брезникським загоном. Після закінчення війни був призначений командиром 1-ї піхотної Софійської бригади.
Помер в Софії 14 листопада 1915.

## Нагороди
За відзнаку в боях з турками під Стара-Загора і Шипкою був нагороджений:
- Орденом «За хоробрість» 4-го ступеня;
- Орденом Святого Володимира 4-го ступеня.

## Твори
- Възпоменания и бележки от Сръбско-българската война 1885. София, 1900.
- Българското опълчение в Освободителната руско-турска война 1877 – 1878. София 1897, (второ издание, София 1902).
- Спомени от времето на преврата и контрапреврата. София, 1910, 69 стр.